# Кунтушовый пояс

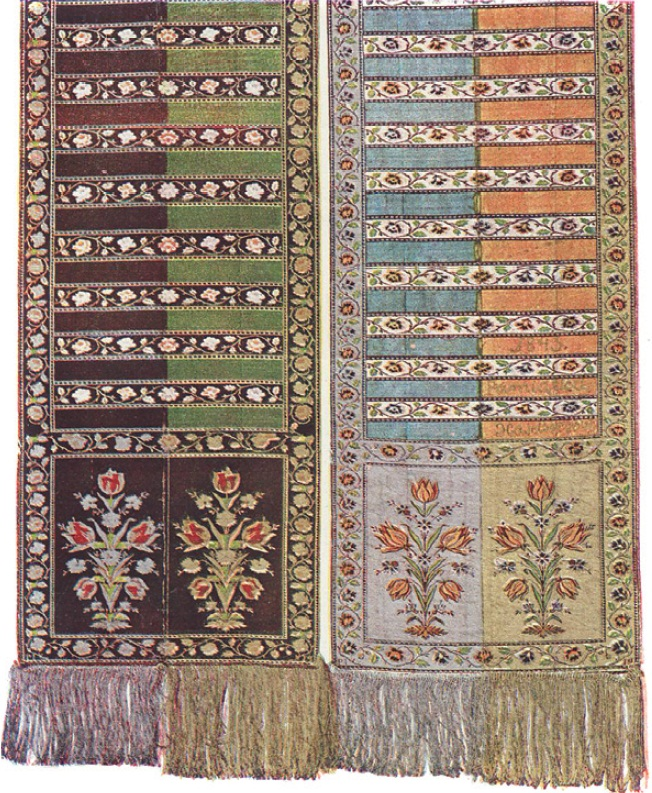
Четырёхсторонний кунтушовый пояс. Липкув

Кунтушовый пояс — пояс длиной от 3 до 4,5 м и шириной 40 см, который носила преимущественно шляхта в Речи Посполитой в составе так называемого кунтушового строя. Элемент польского национального костюма.
Его типичная форма установилась поздно, аж в XVIII веке. В это время кунтушовый пояс достиг апогея популярности, хотя уже в XVII веке он был важным компонентом убранства шляхты в Речи Посполитой. В XVII веке ещё подпоясывал жупан, а не кунтуш. Согласно идее сарматизма, признающей достижения древних иранских народов далёким наследием Речи Посполитой, значительная часть тогдашней одежды была заимствована благодаря польским армянам из культуры Востока (Турция, Персия). Шляхтич обматывал пояс вокруг себя несколько раз, искусно складывая концы, чтобы пояс не мялся, или завязывал в узел сбоку, реже — посередине живота.

## История
Родина шёлковых тканых поясов — Персия, Индия и Турция. В первых двух странах в XV веке ими подпоясывали длинные кафтаны. В Индии пояс был обязательным элементом придворного наряда. В Турции в XVI веке они также стали популярными, в Бурсе были созданы мануфактуры по изготовлению поясов. Первоначально кунтушовые пояса завозились в Польшу из-за границы. Первые мануфактуры в Речи Посполитой (так называемые персиярни), производившие пояса, были созданы в XVII веке. Первые пояса были завезены в Польшу в конце XVI века армянскими купцами, которые привозили их из Персии и Индии. После 1722 года армяне начали открывать в Константинополе фабрики по производству поясов, главным образом для нужд польского рынка, где всё чаще носили национальный костюм, важным элементом которого был пояс. С 1740 годах они перенесли свои мастерские ещё ближе — на восточные земли Речи Посполитой. Персиярни в Польше часто поддерживали польские магнаты. Первые такие фабрики были созданы в Станиславове и Бродах. Слуцк был известным производственным центром, и иногда кунтушовые пояса называют слуцкими, хотя известной была и мануфактура в Кобылке. Кроме слуцких и кобылецких, популярными были и липкувские пояса.